# Chuyện tình xà nữ
Manee Naka (tên tiếng Thái: มณีนาคา, tên tiếng Việt: Chuyện tình xà nữ) là phim truyền hình Thái Lan phát sóng vào năm 2019. Phim phát sóng trên đài Channel 8 Thái Lan từ ngày 2 tháng 7 năm 2019. Phim với sự tham gia của Jira Danbawornkiat, Gaewalin Sriwanna, Yuthana Puengklarng.

## Nội dung
Manee - hình dáng xinh đẹp của thần rắn Opapat, đã trốn đến thế giới loài người trong khi vị hôn phu Ong Mujalin Nakkarad vắng mặt cho mùa lễ chay Phật giáo. Manee đã cứu sống Chonlatit, một người thừa kế giàu có. Từ đó, Manee và Chonlatit có thể liên lạc với nhau như thể có một camera quan sát nhìn thấy sự kiện của một người khác mặc dù họ ở những nơi khác nhau. Cả hai cùng với Pakee, bạn thân của Cholatit, bắt đầu điều tra vụ án hãm hại Cholatit và nghi ngờ tập trung vào Tatchai.
Manee đến sống tại nhà của Chathiseth. Cô đã học và thích nhiều thứ mới trên thế giới loài người. Giữa Manee và Cholatit cũng nảy sinh tình cảm giành cho nhau, nhưng cuộc tình của họ đối diện với nhiều trở ngại lớn khi Cholatit phát hiện ra thân phận thần rắn của Manee, vị hôn phu Ong Mujalin Nakkarad luôn muốn đem Manee trở lại thế giới Xà thần, và sự ghen ghét của thần rắn Ninrat.

## Diễn viên
- Yuthana Puengklarng vai Chonlatit Thewapitak
- Gaewalin Sriwanna vai Manee Naet Nakee
- Jira Danbawornkiat vai Ong Mujalin Nakkarad
- Arisara Thongborisut vai Ninrat Nakee
- Aujjima Kosuma vai Dutjan
- Hemmawat Nittayaros vai Pakee (bạn Chonlatit)
- Passin Reungwoot vai Tatchai
- Mungkorn Paphawin vai Sadayu
- Usanee Wattana vai Rumpa Nakee (dì Ong Mujalin)
- Sitang Punpop vai Ratee (thư ký Chonlatit, Tatchai)
- Plernsin Ketkaew vai Pikul
- Kanda Rsiam vai Chaba
- Dilok Thong wattana vai Tettat (bố Sadayu)
- Krung Srivilai vai Luang Ta Boon
- Ampha Phoosit vai Dì Num (người làm nhà Chonlatit)
- John Bravo vai Mr. Tod
- Ruengrit Wisamol vai Mr. Chok
- Duangrudee Boonbumrung vai Waew

## Ca khúc nhạc phim
- ชีวิตเป็นของเธอ / Cheewit Bpen Kaung Tur - Parn Thanaporn

## Rating
- Tập 1: 0.87
- Tập 2: 0.78
- Tập 3: 0.55
- Tập 4: 0.56
- Tập 5: 0.79
- Tập 6: 0.66
- Tập 7: 0.57
- Tập 8: 0.52
- Tập 9: 0.56
- Tập 10: 0.64
- Tập 11: 0.65
- Tập 12: 0.39
- Tập 13: 0.51
- Tập 14: 0.49
- Tập 15: 0.53
- Tập 16: 0.39
- Tập 17: 0.46
- Tập 18: 0.4
- Tập 19: 0.51
- Tập 20: 0.47
- Tập 21: 0.61
- Tập 22: 0.4
- Tập 23: 0.73
- Tập 24: 0.61
- Tập 25: 0.74
- Tập 26: 0.63
- Tập 27: 0.97
- Tập 28: 0.82
- Tập 29: 0.95
- Tập 30: 0.96
- Tập 31: 0.87
- Tập 32: 0.85
- Tập 33: 0.79
- Tập 34: 1.11
- Tập 35: 0.87
- Tập 36: 1.14
- Tập 37: 0.78
- Tập 38: 0.92
- Tập 39: 0.82
- Tập 40: 0.93
- Tập 41: 1.05
- Tâp 42: 1.16
- Tập 43: 0.93

Trung bình: 0.72